# Rue des Apennins
Pour les autres emplois du terme, voir Apennin (homonymie).
La rue des Apennins est une rue située dans le quartier des Épinettes du 17e arrondissement de Paris.

## Situation et accès
La rue des Apennins est desservie par la ligne 13 à la station Brochant.

## Origine du nom
Elle porte le nom de la chaîne montagneuse des Apennins en Italie.

## Historique
L'actuelle rue des Apennins a été ouverte en 1845 sous la dénomination « rue Saint-Georges » sur le territoire de l'ancienne commune des Batignolles. Après son annexion par la Ville de Paris, décidée en 1859 et effective en 1860, la voie prend son nom actuel en 1867.

## Bâtiments remarquables et lieux de mémoire
- Émile Zola résida au no 19 de la rue, entre 1874 et 1877, fréquentant en voisin les peintres impressionnistes du groupe des Batignolles. Le marchand d'art Ambroise Vollard y commença sa première galerie dans les années 1890[2].
- Le peintre péruvien Herman Braun-Vega habite au rez-de-chaussée du n° 21 de 1973 à 1999[3]. En 1976, il y reçoit le réalisateur Roman Polanski pour le tournage d'une scène du film Le locataire avec Isabelle Adjani[4].
- C'est aussi là que naquit la société des Cafés Richard, avec un premier café-charbon en 1875[5].
- La majeure partie des immeubles de la rue date de la seconde partie du XIXe siècle. Un accident eut lieu le 18 décembre 1898 avec l'effondrement d'un immeuble en construction au no 40, entraînant la mort de plusieurs ouvriers[6].